# Amur-Flottille
Die Amur-Flottille (russisch Амурская военная флотилия) war eine mehrfach gegründete Flottille der kaiserlich-russischen, fernöstlich-republikanischen, sowjetischen und russischen Marine, die für militärische Operationen auf Amur, Ussuri und anderen Flüssen des Fernen Ostens vorgesehen war.

## Geschichte
Bereits ab 1897 wurde zeitweise eine Formation bewaffneter Handelsschiffe auf dem Amur eingesetzt. Sie erfüllte Verteidigungsaufgaben an den Flussmündungen, sorgte für die Sicherung der Flusstransportwege und setzte in den Jahren des Russisch-Japanischen Krieges von 1904 bis 1905 Truppen ab. Im April 1905 wurde eine Sonderabteilung von Schiffen der Sibirischen Flottille aus in Sankt Petersburg gebauten Kanonenbooten und gepanzerten Schnellbooten gegründet. Am 28. Novemberjul. / 11. Dezember 1908greg. wurde aus dieser Abteilung die Amur-Flussflottille gebildet, die dem Kommandeur der Truppen des Amur-Militärbezirks unterstand. Stützpunkt der Einheit wurde das Chabarowsker Schiffbauwerk. 1910 bestand der Verband aus 20 Schiffen, darunter acht schwere und zehn leichte Kanonenboote.
1918 wurde die Flottille in die Flotte der Roten Armee eingegliedert und nahm an Kämpfen gegen die japanischen und weißgardistischen Truppen teil. Im April 1918 wurden die Flottillenbasis und Schiffe von den Japanern eingenommen. Im Mai 1920 wurden fast alle Schiffe von den Japanern abtransportiert. Im Frühjahr 1920 wurde der Verband der volksrevolutionären Armee der Fernöstlichen Republik neu aufgestellt. Ab April 1921 gehörte sie zu den Seestreitkräften der Fernöstlichen Republik. Von 1922 bis 1926 firmierte sie unter der Bezeichnung Amur-Flusskriegsflottille der sowjetischen Seestreitkräfte des Fernen Ostens. Anschließend gehörte sie zur Sowjetischen Marine. 1927 wurde sie in Fernöstliche Kriegsflottille umbenannt.
Während des Sowjetisch-Chinesischen Militärkonfliktes 1929 unterstützte sie die Landstreitkräfte der UdSSR und vernichtete die chinesische Sungari-Flottille. Diese bestand aus vier Monitoren, vier Kanonenbooten, zwei Wachbooten, drei gepanzerten Schnellbooten und vierzehn Wasserflugzeugen. 1930 wurde die Flottille mit dem Rotbannerorden ausgezeichnet und 1931 in Amur-Rotbanner-Kriegsflottille umbenannt.
Während des Sowjetisch-Japanischen Krieges 1945 nahm die Flottille an der Invasion der Mandschurei teil. Sie sicherte operative Transporte, setzte Landungstruppen ab und unterstützte die Einnahme der Städte Heihe, Aigun, Fujin, Jiamusi und Harbin. Zu jener Zeit bestand die Flottille aus acht Monitoren, elf Kanonenbooten, 52 gepanzerten Schnellbooten und etwa 70 Flugzeugen. Für die erfolgreiche Erfüllung der Kampfaufgaben wurden Teilverbände mit dem Rotbannerorden, Nachimoworden und Uschakoworden ausgezeichnet. Sieben Seeleute wurden Helden der Sowjetunion.
1955 wurde die Flottille reformiert und Teil der Pazifikflotte. Am 7. Februar 1995 wurde die Amur-Grenzflottille gegründet und den Grenztruppen Russlands unterstellt. Mit Erlass Nr. 662 des Präsidenten der Russischen Föderation vom 7. Juni 1998 wurde die Auflösung der Amur-Flottille angeordnet. Wegen ungesicherter Finanzierung wurde der Bestand des Verbandes auf einzelne Brigaden der Grenztruppen aufgeteilt.

## Kommandeure
| #                                        | Dienstrang              | Name                  | Von            | Bis            |
| ---------------------------------------- | ----------------------- | --------------------- | -------------- | -------------- |
| 1                                        | Kapitän zur See         | A. A. Kononow         | 1905           | 1910           |
| 2                                        | Konteradmiral           | K. W. Bergel          | 1910           | 1913           |
| 3                                        | Vizeadmiral             | A. A. Baschenkow      | 1913           | 1917           |
| 4                                        | Wojenmor                | W. J. Kanjuk          | 1920           | Juli 1921      |
| 5                                        | Wojenmor                | W. A. Poderin         | Juni 1921      | August 1921    |
| 6                                        | Wojenmor                | N. W. Tretjakow       | August 1921    | Oktober 1921   |
| 7                                        | Wojenmor                | N. P. Orlow           | Oktober 1921   | Januar 1922    |
| 8                                        | Wojenmor                | J. M. Wojekow         | November 1922  | Januar 1923    |
| 9                                        | Wojenmor                | P. A. Tutschkow       | Januar 1923    | Dezember 1923  |
| 10                                       | Wojenmor                | S. A. Chwitzki        | Dezember 1923  | April 1926     |
| 11                                       | Wojenmor                | W. W. Selitrennikow   | Mai 1926       | September 1926 |
| 12                                       | Wojenmor                | J. I. Osolin          | September 1926 | November 1930  |
| 13                                       | Wojenmor                | D. P. Issakow         | November 1930  | Oktober 1933   |
| 14                                       | Flaggoffizier 1. Ranges | I. N. Kadatzki-Rudnew | Oktober 1933   | Januar 1938    |
| 15                                       | Flaggoffizier 2. Ranges | F. S. Oktjabrski      | Februar 1938   | Februar 1939   |
| 16                                       | Kapitän zur See         | D. D. Rogatschjow     | Februar 1939   | Juli 1939      |
| 17                                       | Konteradmiral           | A. G. Golowko         | Juli 1939      | Juli 1940      |
| 18                                       | Fregattenkapitän        | M. I. Fjodorow        | Juli 1940      | August 1940    |
| 19                                       | Konteradmiral           | P. S. Abankin         | August 1940    | Juni 1943      |
| 20                                       | Vizeadmiral             | F. S. Oktjabrski      | Juni 1943      | März 1944      |
| 21                                       | Vizeadmiral             | P. S. Abankin         | März 1944      | September 1944 |
| 22                                       | Vizeadmiral             | F. S. Sedelnikow      | September 1944 | Juli 1945      |
| 23                                       | Konteradmiral           | N. W. Antonow         | Juli 1945      | Oktober 1948   |
| 24                                       | Kapitän zur See         | A. J. Zybulski        | Oktober 1948   | Januar 1949    |
| 25                                       | Vizeadmiral             | W. G. Fadejew         | Januar 1949    | Februar 1951   |
| 26                                       | Konteradmiral           | G. G. Olenik          | Februar 1951   | November 1953  |
| 27                                       | Konteradmiral           | A. A. Uragan          | Januar 1954    | September 1955 |
| Kommandeure der Amur-Grenzflussflottille |                         |                       |                |                |
| 28                                       | Vizeadmiral             | W. A. Netschajew      | Februar 1995   | November 1997  |
| 29                                       | Konteradmiral           | A. A. Mantschenko     | Dezember 1997  | Juni 1998      |